# Pierre Danny
Pierre Danny,  de son vrai nom Pierre Bloch, né le 4 juillet 1928 à Strasbourg et mort le 9 mai 1989 à Clichy est un acteur français. Il est un visage familier des films de Robert Enrico et de José Giovanni ainsi que des comédies érotiques françaises des années 1970.

## Filmographie

### Cinema
- 1958 : Suivez-moi jeune homme
- 1958 : La Rivière du hibou
- 1959 : Les Étoiles de midi : Alpiniste
- 1966 : Les Créatures : Max Picot, marchand de draps
- 1972 : La Scoumoune : Sergent démineur
- 1974 : Le Secret : Le chef commando
- 1974 : La Bonzesse de François Jouffa : l'homme à la toilette intime
- 1974 : Q : Max
- 1975 : Le Gitan : Riquet
- 1975 : À bout de sexe
- 1975 : Hard Love : René Pavublavici
- 1976 : Luxure : Carlos, le gérant de l'hôtel
- 1980 : Ta gueule, je t'aime ! : Marco
- 1981 : Une robe noire pour un tueur : Predes

### Television
- 1972 : Les Rois maudits : John Daverill
- 1973 : La Ligne de démarcation - épisode 10 : Guillaume (série télévisée) : Job
- 1974 : "Des lauriers pour Lila" : "Jacques Tirane"
- 1977 : "Rendez-vous en noir" : "L'inspecteur Pascal"
- 1981 : Sans famille : Pagès
- 1984 : Les Enquêtes du commissaire Maigret, épisode La Patience de Maigret d'Alain Boudet : Baron
- 1989 : Marie Pervenche : Chauchard